# Isla Los Pájaros, Veracruz
Isla Los Pájaros är en ö i Mexiko med 406 invånare år 2007. Den ligger i delstaten Veracruz, i den sydöstra delen av landet.